# Armoriale dei comuni del Kymenlaakso
Questa pagina contiene le armi (stemma e blasonatura) dei comuni finlandesi appartenenti alla regione del Kymenlaakso.
Regione del Kymenlaakso

## Comuni e città attuali
| Stemma | Nome del comune e blasonatura |
| ------ | --- |
|        | Hamina Sinisessä kentässä kultainen suovehka, jonka hedelmäterttu punainen ja tämän suojus hopeinen. (d'azzurro, alla calla sradicata d'oro fiorita d'una spiga di rosso con la spata d'argento)                                                                                                 |
|        | Iitti Mustassa kentässä aaltokoroinen hopeahirsi, päällikkeenä paaluittainen kaksilehtinen kulta-avain (di nero, alla fascia ondata d'argento, attraversata da una chiave d'oro con due congegni posta in palo)                                                                                  |
|        | Kotka Sinisessä kentässä kultainen luonnollinen kotka siivet koholla, seisoen ristikkäin olevalla ankkurilla ja Merkuriuksen sauvalla, jotka molemmat ovat hopeisia. (d'azzurro, all'aquila naturale d'oro, con le ali spiegate, sostenuta da un'ancora e un caduceo d'argento posti in decusse) |
|        | Kouvola Mustassa kentässä hopeinen vinoristi, jossa kaksi punalehtistä avainta ristissä (di nero, alla croce di Sant'Andrea d'argento caricata di due chiavi di rosso poste nel senso della pezza)                                                                                               |
|        | Kouvola (dal 2009) Mustalla kilvellä hopeinen aaltokoroinen tyviö ja kultainen liljapäinen, kuusipuolainen sideruusuke. (Di nero, alla campagna ondata d'argento, sormontata da un raggio di carbonchio a sei raggi d'oro)                                                                       |
|        | Miehikkälä Punaisessa kentässä hopeinen kaksoispolviorsi. (di rosso, al doppio scaglione d'argento) |
|        | Pyhtää Mustassa kentässä kaksi hopeista punavaruksista lohta ristikkäin, saatteena kussakin kulmassa hopeinen kreikkalainen risti. (di nero, a due salmoni d'argento, alettati di rosso, posti in decusse, accantonati da quattro crocette del secondo)                                          |
|        | Virolahti Kulta-apilakylvöisessä punaisessa kentässä paaluittainen hopea-ankkuri. (di rosso, seminato di trifogli d'oro, all'ancora d'argento) |

## Municipalità disciolte e vecchie blasonature
| Stemma | Nome del comune e blasonatura |
| ------ | --- |
|        | Anjala Sinisessä kentässä kolme tyvestä nousevaa hopeista valakättä. (d'azzurro, a tre mani che giurano d'argento nascenti dalla punta) |
|        | Anjalankoski Mustassa kentässä kaksi hopeasippua ristikkäin, niiden alakulmassa hopea-sininen lähde. (di nero, a due mestoli per bere in legno di betulla posti in decusse d'argento, accompagnati da una fontana in punta) |
|        | Elimäki Katkoisen kilven hopeisessa yläkentässä esiin nouseva, musta, kruunupää ratsuhevonen, jonka kruunu, varukset ja valjaat ovat kultaa, punaisessa alakentässä kaksi päivätyökapulaa kaateisina ristissä ja niiden yläkulmassa neliapila; kaikki hopeaa (troncato: nel 1° d'argento, al cavallo spaventato di nero nascente dalla partizione, unghiato, sellato e coronato d'oro; nel 2° di rosso, a due day-work baton d'argento posti in decusse, sormontati da una quattrofoglie dello stesso) |
|        | Haapasaari Sinisessä kentässä kolme hopeapuikkaria alatusten. (d'azzurro, a tre punte di punteruolo d'argento l'una sull'altra) |
|        | Hamina (1952–2002) Sinisessä kentässä hopeinen, alainen, aaltokoroinen hirsi, jolla ui kultainen vene, sen yläpuolella kultainen, purppuravuorinen kuninkaankruunu. (d'azzurro, al battello d'oro navigante su una fascia ondata abbassata d'argento e sormontato da una corona reale pure d'oro chiusa di rosso) |
|        | Jaala Sinisessä kentässä pystyssä kultatynnyri, josta nousee kolme hopeista lohenpyrstöä (d'azzurro, al barile d'oro da cui escono tre code di salmone d'argento) |
|        | Karhula Hopeakentässä selätysten kaksi mustaa, punavaruksista karhua, kummallakin etukäpälässä musta vasara. (d'argento, a due orsi ritti di nero, armati e lampassati di rosso, addossati e tenenti con la branca superiore un martello di nero) |
|        | Kuusankoski Punaisessa kentässä on hopeinen kuusi, jossa kolme kultakäpyä asetettuina 1+2 (di rosso, all'albero d'abete d'argento fruttato di tre coni d'oro posti 1 e 2) |
|        | Kymi Mustassa kentässä pystyssä hyppäävä hopeinen lohi, sen yläpuolella kultakruunu. (di nero, al salmone saltante d'argento, sormontato da una corona d'oro) |
|        | Sippola Mustassa kentässä kaksi hopeasippua ristikkäin, niiden alakulmassa hopea-sininen lähde. (di nero, a due mestoli per bere in legno di betulla posti in decusse d'argento, accompagnati da una fontana in punta) |
|        | Valkeala Mustassa kentässä tyvestä nouseva hopeinen kolmikielekkeinen liekki (di nero, a tre fiamme ondeggianti d'argento nascenti dalla punta) |
|        | Vehkalahti Sinisessä kentässä kultainen suovehka, jonka hedelmäterttu punainen ja tämän suojus hopeinen. (d'azzurro, alla calla sradicata d'oro fiorita d'una spiga di rosso con la spata d'argento) |